# Ренар, Жюль
Жюль Ренар (фр. Jules Renard, 22 февраля 1864, Шалон-дю-Мен, деп. Майенн — 22 мая 1910, Париж) — французский писатель и драматург, автор дневника, литературный критик, поэт.

## Биография
Детства у будущего писателя фактически не было, обстановка в родительском доме всегда оставалась невыносимо тяжёлой. Отец Ренара, подрядчик на дорожном строительстве, покончил с собой (застрелился из охотничьего ружья), авторитарная мать была психически неуравновешенной, подозревают, что и её смерть (она упала в колодец) была самоубийством. С девятилетнего возраста Ренар жил «в людях»: учился в лицее города Невер, где жил в пансионе, в 1881 году переехал в Париж, чтобы поступить в Эколь Нормаль, но не стал поступать из-за недостатка средств. Подрабатывал гувернёром, перебивался случайными заработками, литературной поденщиной. С 1887 года был близок к кругу Рашильд и новому издательству «Меркюр де Франс», однако не разделял его символистской программы, в частности — решительно не принимал творчества Малларме. В 1894 году познакомился с Тулуз-Лотреком: Лотрек иллюстрировал сборник микроновелл Ренара «Естественные истории» (1894), оставил портрет писателя. В период дела Дрейфуса Ренар принял сторону дрейфусаров, выступал против агрессивно-националистических настроений, охвативших в тот период французское общество. Был близок к социалистам: печатался в основанной Жоресом газете Юманите, в 1904 году был избран от партии социалистов мэром бургундского городка Шитри-ле-Мин (здесь, когда Шитри ещё был деревней, крестьянствовал дед Ренара, тут жил его отец и с двухлетнего возраста жил он сам). Всю жизнь страдал повышенным давлением, скончался от атеросклероза.

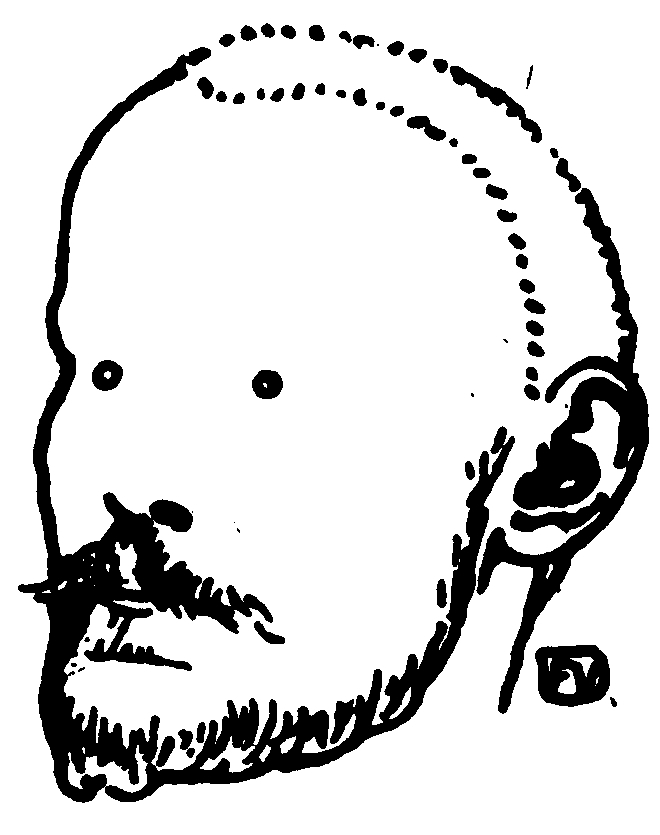
Феликс Валлотон. Портрет Жюля Ренара, 1898

## Творчество
Творчество Ренара развивает принципы Флобера, соединяя скрупулёзную точность описания и анализа с поиском «единственно верного слова», характерным скорее для лирики (сам автор считал конфликт между точностью прозы и красотой поэзии главным для себя и самым болезненным). Радикальной практикой фрагментарного, скупого на выразительность письма Ренар (таково, в частности, мнение Сартра) не только как никто другой до предела развил возможности реалистической эстетики, но и с драматизмом продемонстрировал её границы.
Из прозы Ренара (он писал ещё и драмы, поскольку единственной возможностью литературного успеха в этот период был выход на театральную сцену), наиболее известны автобиографическая повесть «Рыжик» (1894, фр. Poil de Carotte, фр.) и опубликованный уже после смерти автора «Дневник» (1925—1927), который он вёл в 1887—1910 годах и который даёт детальное представление о его писательской лаборатории и о литературной жизни Франции в переломный период на рубеже XIX—XX веков.

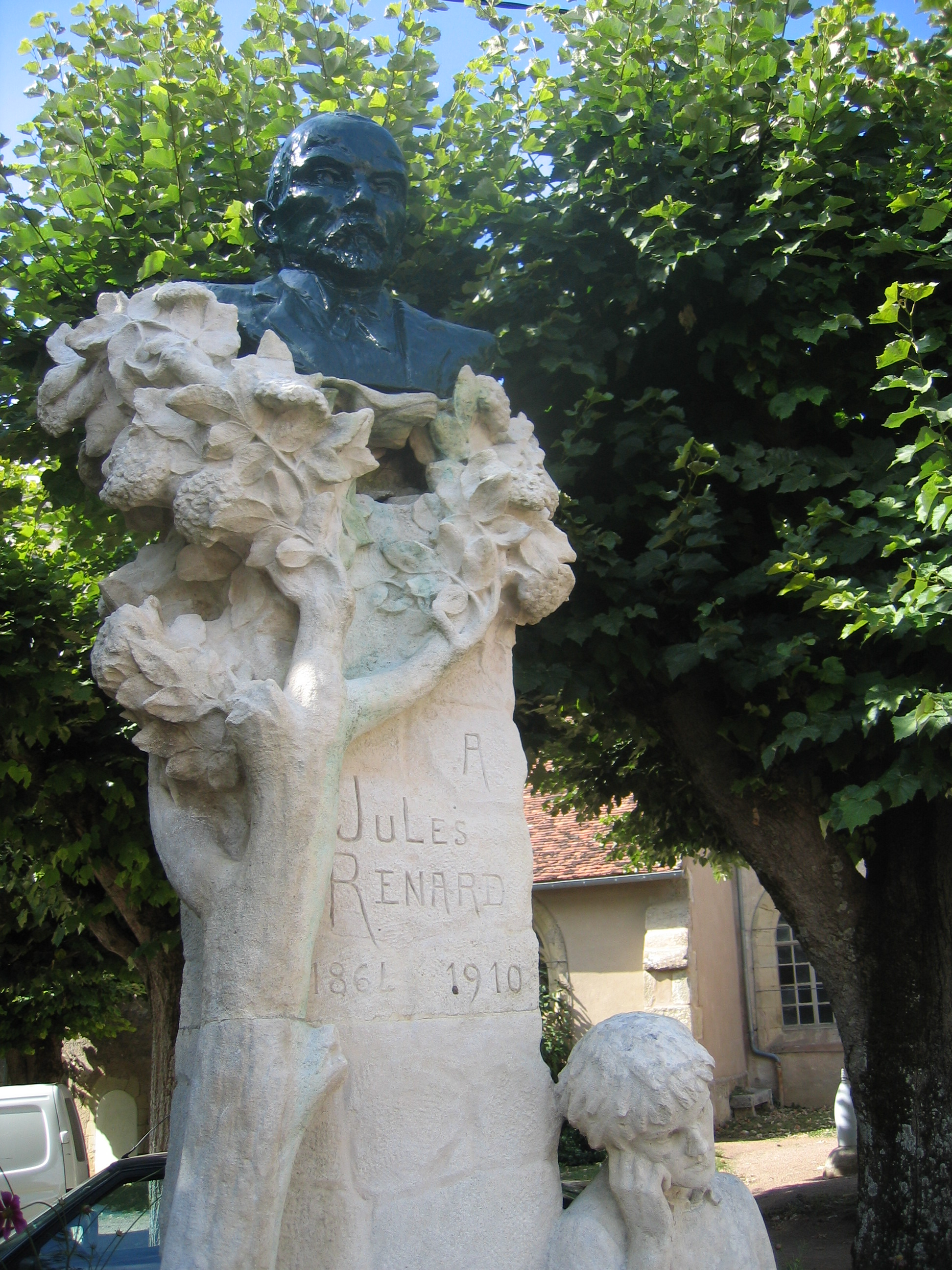
Памятник «Рыжику» и его автору

## Признание
В 1907 году был избран членом Гонкуровской академии, его кандидатуру выдвинул и горячо поддерживал Октав Мирбо. Поиски Ренара, неоднозначность его писательского облика привлекали Сартра, приверженцев нового романа, писателей группы УЛИПО (Жорж Перек и др.). Афористичность письма сделала ренаровскую прозу, особенно «Дневники», богатым источником ходовых цитат и крылатых слов (например, «Если верующий, который тонет, сложит руки для молитвы, он пойдет ко дну»).
На тексты из книги Ренара «Естественные истории» написал музыку Морис Равель. Повесть «Рыжик» была многократно экранизирована (1932, 1952, 1972, 1996, 2003). О писателе снят документально-игровой фильм «Жюль Ренар, жизнь и творчество» (1972).

## Сводные издания
- Oeuvres / Textes établis, annotés et présentés par Léon Guichard. Paris: Gallimard, 1970-71 (переизд. 1987)

## Публикации на русском языке
- Избранное. М.: ОГИЗ, 1946
- Рыжик. М.: Гос. изд-во художественной лит-ры, 1958
- [Рассказы] // Французская новелла XIX века. Т. 2. М.-Л.: Гос. Изд-тво художественной литературы, 1959
- Дневник. Избранные страницы. М.: Художественная литература, 1965 (переизд.: Калининград: Янтарный сказ, 1998)
- [Рассказы] // Французская новелла двадцатого века, 1900—1939. М.: Художественная литература, 1973, с.64-79
- Естественные истории. М.: ИД «Юность», 2003.